# 朵甘思招討司
朵甘思招討司，是明朝藏区土司机构名称，在今四川。又作朵甘招讨司。
明太祖洪武七年（1374年）十二月设置朵甘思招討司，治所在今四川省甘孜藏族自治州境内。洪武十八年（1385年）正月，定品秩第四品。朵甘思招討司按照明朝的贡例，入朝贡马匹和方物，招討司的官员招讨、副招讨，依土官袭替的例子承袭。